# Ширванский 84-й пехотный полк
84-й пехотный Ширванский полк — пехотная воинская часть Русской императорской армии.

## Формирование полка
9 июля 1724 года из одной роты гренадерского полка Зыкова, четырёх рот Азовского и четырёх рот Казанского пехотных полков, находившихся в персидском походе Императора Петра I, в крепости Баку сформирован в составе двух фузилёрных четырёхротных батальонов с одной гренадерской ротой полк, названный Ширванским пехотным.
26 февраля 1726 года переформирован в одну гренадерскую и семь фузилёрных рот.
С 1734 года по 1745 год полк состоял сверх полевого штата, а в 1745 году был включён в этот штат.
К концу 1745 года переведён из Персии в Сибирь, дислоцировался в Тобольске, занимая 711 комнат, или 633 квартиры.
25 апреля 1762 года назван пехотным генерал-майора Бахмана; 5 июля повеление это отменено.
29 ноября 1796 года переформирован в два батальона (по пяти фузилёрных рот) и две гренадерские роты и назван мушкетёрским.
31 октября 1798 года назван мушкетёрским генерал-майора князя Горчакова; 1 ноября — генерал-майора Нефедьева.
13 августа 1800 года назван мушкетёрским генерал-майора князя Волконского; 15 октября — генерал-майора Лаврова.
31 марта 1801 года назван Ширванским мушкетёрским.
30 апреля 1802 года переформирован в три батальона по 4 роты в каждом.
16 марта 1806 года 8 рот отделены на сформирование Брестского и Кременчугского мушкетёрских полков: взамен же их сформированы новые.
22 февраля 1811 года назван Ширванским пехотным.
4 ноября 1819 года соединен с личным составом Кабардинского пехотного полка.
13 сентября 1828 года назван пехотным генерала от инфантерии графа Паскевича-Эриванского.
28 сентября 1828 года назван пехотным генерал-фелъдмаршала графа Паскевича-Эриванскаго.
21 марта 1834 года к полку присоединены 3-й батальон Херсонского гренадерского полка и 3-й батальон 42-го Егерского полка и полк приведен в пятибатальонный состав: 1-й и 2-й батальоны остались прежнего состава, 3-й батальон образовался из 3-го батальона Херсонского гренадерского полка, 4-й батальон из 3-го батальона 42-го Егерского полка и 5-й резервный из 3-го батальона своего полка.
14 июля 1841 года сформирован 6-й резервный батальон, вошедший в состав Резервной дивизии Отдельного Кавказского корпуса.
20 января 1856 года по случаю кончины шефа назван Ширванским пехотным.
9 февраля 1856 года из лучших стрелков сформированы для каждого батальона стрелковые роты.
19 апреля 1856 года назван Ширванским пехотным Его Императорского Высочества Великаго Князя Николая Константиновича.
6 сентября 1862 года 4-й батальон упразднен, 5-й назван 4-м, а 6-й резервный переименован в 5-й резервный.
6 ноября 1863 года 5-й резервный батальон поступил на составление Владикавказского пехотного полка.
25 марта 1864 года полку присвоен N 84 и он назван 84-м пехотным Ширванским Его Императорского Высочества Князя Николая Константиновича.
1 августа 1874 года 3-й батальон поступил на сформирование 164-го пехотного Закатальского полка, а из стрелковых рот сформирован новый 3-й батальон.
5 августа 1878 года полк назван 84-м пехотным Ширванским.
9 октября 1888 года Его Императорское Высочество Наследник Цесаревич Николай Александрович назначен Шефом полка и полк назван 84-м пехотным Ширванским Его Императорского Высочества Наследника Цесаревича,
2 ноября 1894 года полк назван 84-м пехотным Ширванским Его Величества.
В 1914 году полк располагался  в Пятигорске. Его подразделения принимали участие в сражениях на Кавказском фронте, раненые и больные прибывали по месту расквартирования на лечение и отдых. Погибших офицеров хоронили на отдельном участке северо-восточной части пятигорского Некрополя, в последующие десятилетия XX века могилы разрушены более поздними захоронениями.
В годы Первой мировой войны входил в состав 21-й пехотной дивизии 3-го Кавказского армейского корпуса.

## Участие в боевых действиях
Во время сражения при Бородино полк защищал Курганную батарею Раевского:

В Бородинском сражении ключ нашей позиции — Курганную батарею (Раевского) защищала 24-я пех. дивизия старого кавказского героя генерала Лихачева. Жестоко больной Лихачев не пожелал оставлять свои войска в этот великий день. Став перед Ширванским полком, он сказал: «Ребята, за нами Москва! Умрем на батарее, но не сдадим её!» Ширванцы поклялись умереть, но не отступать — «и клятву верности сдержали»: когда их отвели в резерв, то из 1.400 штыков осталось 92. Впоследствии на Кавказе, Лермонтов слышал «про день Бородина» от старых Ширванцев. Вдохновение поэта родило бессмертные строфы. Вся Россия знает его «Бородино». Пусть те, кто прочтут эти строчки, знают, что там поется про Ширванский полк.— А. Керсновский. К годовщине боя под Бородино // Доброволец №9 (сентябрь 1953 года).
В 1880—1881 гг. полк участвовал в Ахал-текинской экспедиции и штурме крепости Геок-Тепе.

## Знаки отличия
- 1-му, 2-му и 4-му (бывшему 3-му) батальонам пожалованы 13 января 1816 года георгиевские знамёна с надписью «за сражение 23-го февраля 1814 года близ Краона».
- 1-му, 2-му и 4-му (бывшему 3-му) батальонам пожалован 22 сентября 1830 года гренадёрский бой (поход за военное отличие) за отличия, оказанные в сражениях против персиян и турок 1826—1829 годах.
- 1-му и 2-му батальону пожалованы 13 сентября 1828 года георгиевские трубы, без надписи, за отличие при штурме и взятии кр. Ахалцыха в 1828 году.
- 3-му батальону (бывшему 3-му батальону 42-го Егерского полка) сохранено георгиевское знамя с надписью «за оборону кр. Шуши против Персидской армии в 1826 году», пожалованное в 1828 году.
- 6 декабря 1826 года 1-му, 2-му и 3-му (ныне 4-й) батальонам пожалованы знаки на шапках с надписью «за отличие» за храбрость против горцев, в особенности за отличие в сражении с персами при Елисаветполе 13 октября 1826 года.
- 3-му батальону пожалована 4 августа 1860 года дополнительная надпись на георгиевское знамя — «и за штурм Гуниб — Дага 25-го августа 1859 года».
- 1-му и 3-му батальонам пожалована 9 июня 1882 года новая надпись на знаки на шапках: «за отличие в 1826 году и за взятие штурмом кр. Геок-Тепе 12-го января 1881 года».
- Стрелковым ротам полка пожалованы 20 июня 1865 года георгиевские сигнальные рожки с надписью «за отличие при покорении Западного Кавказа в 1864 году».
- Петлицы за военное отличие на мундирах штаб и обер-офицеров, пожалованные 6 января 1879 года за войну 1877 и 1878 годов.

## Шефы
- 03.12.1796 — 18.03.1798 — генерал-лейтенант (с 14.03.1798 генерал от инфантерии) Штрандман, Густав Густавович
- 18.03.1798 — 01.11.1798 — генерал-майор (с 09.09.1798 генерал-лейтенант) князь Горчаков, Алексей Иванович
- 01.11.1798 — 13.08.1800 — генерал-лейтенант Нефедьев, Александр Иванович
- 13.08.1800 — 15.10.1800 — генерал-майор князь Волконский, Дмитрий Михайлович
- 15.10.1800 — 27.01.1808 — генерал-майор Лавров, Николай Иванович
- 27.01.1808 — 01.09.1814 — полковник (с 11.01.1814 генерал-майор) Зварыкин, Фёдор Васильевич
- 17.01.1828 — 20.01.1856 — генерал-фельдмаршал Паскевич, Иван Фёдорович

## Командиры
(Командующий в дореволюционной терминологии означал временно исполняющего обязанности начальника или командира).
- на 22.12.1726 — полковник фон Голтен, Яков
- до 1729 — хх.хх.1732 — полковник Козин, Митрофан
- хх.хх.1734 — хх.хх.1740 — полковник Жонстон, Андрей Иванович
- 14.08.1740 — 21.05.1750 — полковник де Гаррига, Осип Иванович
- 25.04.1752 — хх.хх.1758 — полковник Лебель, Вильгельм Фёдорович
- хх.хх.1758 — хх.хх.1762 — полковник фон Роден (Раден), Дидрих Христофор
- 17.04.1763 — 12.10.1770 — полковник (с 19.09.1769 бригадир) Ржевский, Степан Матвеевич
- 09.01.1771 — 22.09.1778 — полковник (с 22.09.1775 бригадир) Салтыков, Алексей Иванович
- 22.09.1778 — хх.хх.1786 — полковник (с 21.04.1785 бригадир) фон Гантвиг, Карл Карлович
- 12.02.1786 — 02.09.1793 — полковник (с 05.02.1790 бригадир) барон Унгерн-Штернберг, Карл Людвиг (Михаил Карлович)
- 02.09.1793 — 09.09.1797 — полковник граф Ивелич, Марк Константинович
- 09.09.1797 — хх.хх.1798[~ 1] — подполковник (с 05.10.1797 полковник) граф Ивелич, Семён Константинович
- 14.06.1798 — 19.10.1798 — полковник Зубов, Николай Петрович
- 19.10.1798 — 17.01.1799 — подполковник Якимов, Иван Иванович
- 17.01.1799 — 24.08.1806 — майор (с 22.04.1799 подполковник, с 10.08.1800 полковник) граф Ивелич, Пётр Иванович
- 25.02.1807 — 02.06.1808[~ 2] — майор (с 12.12.1807 подполковник) Петровский, Алексей Павлович
- 22.07.1808 — 25.09.1808 — подполковник Кондратьев
- 25.09.1808 — 11.09.1809 — майор Дьячков, Андрей Егорович
- 11.09.1809 — 20.12.1810 — майор Пожаринов, Степан Селиверстович
- 21.05.1812 — 18.01.1814 — майор Теплов, Николай Афанасьевич
- 27.03.1814 — 01.06.1815 — майор Племянников, Иван Андреевич
- 01.06.1815 — 04.11.1819 — полковник Берхман, Ермолай Евстафьевич
- 04.11.1819 — 04.03.1821[~ 3] — подполковник князь Орбелиани 2-й
- 04.03.1821 — 24.09.1827[~ 4] — подполковник (с 11.03.1826 полковник) Ковалёв, Григорий Васильевич
- 24.09.1827 — 15.08.1828[~ 5] — подполковник (с 01.01.1828 полковник) Бородин, Афанасий Иванович
  - С 15.08.1828 временно исполняли обязанности командира полка — полковник Бурцев, затем подполковник Бентковский[3]
- 22.10.1828 — 05.06.1831 — командующий полковник Кашкаров, Николай Иванович
- 05.06.1831 — 09.12.1833 — командующий подполковник Овечкин, Павел Ермолаевич
- 09.12.1833 — 30.03.1834 — командующий подполковник Клуген, Александр Астафьевич
- 30.03.1834 — 10.01.1835 — полковник Пацовский, Андрей Григорьевич
- 10.01.1835 — 30.10.1837 — подполковник (с 25.09.1835 полковник) Клуген, Александр Астафьевич
- 24.05.1838 — 04.01.1841 — полковник барон Врангель, Александр Евстафьевич
- 12.01.1841 — 05.06.1841 — командующий подполковник Самсонов, Василий Иванович
- 05.06.1841 — 23.02.1845 — полковник Заливкин, Александр Петрович
- 23.02.1845 — 12.10.1847 — полковник Плац-Бек-Кокум, Андрей Петрович
- 12.10.1847 — 14.12.1852 — полковник (с 15.02.1852 генерал-майор) Манюкин, Захар Степанович
- 14.12.1852 — 06.01.1858 — полковник (с 30.08.1856 флигель-адъютант, с 07.04.1857 генерал-майор Свиты Е. И. В.) князь Васильчиков, Сергей Илларионович
- 06.01.1858 — 06.08.1865 — полковник Кононович, Пётр Петрович
- 06.08.1865 — 25.08.1866 — полковник Гунин, Николай Алексеевич
- 25.08.1866 — 30.08.1873 — полковник Брусилов, Николай Алексеевич
- 30.08.1873 — 15.11.1876[~ 6] — полковник Шарнгорст, Александр Васильевич
- 27.11.1876 — 22.11.1879 — полковник (с 28.08.1879 генерал-майор) Шкуринский, Семён Афанасьевич
- 01.01.1880 — 15.10.1885 — полковник Линевич, Николай Петрович
- 21.10.1885 — 16.08.1890 — полковник Буш, Альфонс Иванович
- хх.08.1890 — после 01.05.1891 — полковник Васильев, Аркадий Иванович
- 01.07.1891 — 27.03.1893 — флигель-адъютант полковник Гераков, Пётр Николаевич
- 14.06.1893 — 15.02.1900 — полковник Фрезер, Иван Николаевич
- 24.02.1900 — 10.03.1903 — полковник Ерофеев, Михаил Родионович
- 19.03.1903 — 12.08.1907 — полковник (с 31.05.1907 генерал-майор) Дановский, Степан Иосифович
- 16.02.1911 — 22.04.1914 — полковник (с 09.10.1913 генерал-майор) Веселовзоров, Борис Петрович
- 07.05.1914 — 03.10.1914[~ 7] — полковник Ачкасов, Михаил Васильевич
- 03.10.1914 — 10.10.1914[~ 8] — командующий полковник Кривенко, Евгений Васильевич
- 21.10.1914 — 17.03.1915 — полковник Тарчевский, Иван Викторович
- 17.03.1915 — 01.02.1917 — полковник (с 12.12.1916 генерал-майор) Пурцеладзе, Георгий Михайлович
- 31.03.1917 — после 23.10.1917 — полковник Иванов, Николай Николаевич

## Комментарии
1. ↑  Умер в должности. Высочайшим приказом от 12.07.1798 исключен из списков умершим.
2. ↑  Умер в должности. Высочайшим приказом от 02.06.1808 исключен из списков умершим.
3. ↑  Умер в должности. Высочайшим приказом от 04.03.1821 исключен из списков умершим.
4. ↑  Умер в должности. Высочайшим приказом от 24.09.1827 исключен из списков умершим.
5. ↑  Погиб при штурме крепости Ахалцих. Высочайшим приказом от 20.10.1828 исключен из списков убитым в сражении.
6. ↑  Умер в должности. Высочайшим приказом от 15.11.1876 исключен из списков умершим.
7. ↑  Погиб в ходе боевых действий. Высочайшим приказом от 06.10.1914 исключен из списков убитым.
8. ↑  Погиб в бою.